# معالجة حيوية مائية للمعادن
المعالجة الحيوية المائية للمعادن أو الهدرجة الحيوية للمعادن (بالانجليزية: Biohydrometallurgy) هي أحد فروع المعالجة المائية للمعادن التي تتضمن بعض جوانب التقانة الحيوية.

## التعريف
- يشمل المجال المتعدد التخصصات العمليات التي
  - تستخدم الميكروبات، عادة البكتيريا العتيقة - ومنها bio
  - تحدث أساسًا في البيئة المائية– ومنها hydro
  - تتعامل مع المنتجات المعدنية ومعالجة المعادن التي تحتوي على مواد وحلول – ومنها metallurgy
- قد تُعرف "المعالجة الحيوية المائية للمعادن"، بمصطلحات عامة جدًا، كما هو الحال في فروع التقانة الحيوية التي تتعامل مع دراسة وتطبيق الإمكانات الاقتصادية للتفاعلات بين عالم الجراثيم ومملكة المعادن. ومن ثم، فهي تتعلق بجميع المواد المشاركة بطريقة مباشرة أو غير مباشرة وباستغلال الموارد المعدنية وفي حماية البيئة: الجيولوجيين وعلماء الجيولوجيا الاقتصادية ومهندسي التعدين وعلماء معالجة الخامات بالمحاليل المائية والكيميائيين ومهندسي الكيمياء. إضافة إلى هؤلاء المتخصصين، هناك علماء الأحياء المجهرية الذين يؤدون دورًا حيويًا في تصميم عمليات المعالجة الحيوية المائية للمعادن وتنفيذها وتشغيلها.”[2]

## التطبيقات
تُستخدم المعالجة الحيوية المائية للمعادن لتنفيذ العمليات التي تشتمل على المعادن على سبيل المثال، التعدين الجرثومي واستخراج النفط والتصفية الحيوية ومعالجة المياه وغيرها. تُستخدم المعالجة الحيوية المائية للمعادن أساسًا لاستخراج معادن معينة من خامات الكبريتيد. وتُستخدم في العادة في حالة الارتفاع الشديد في تكلفة عمليات التعدين أو عدم الكفاءة في استخراج المعادن مثل النحاس والذهب والرصاص والنيكل والزنك.

## وصلات خارجية
- BioMineWiki - a wiki on biohydrometallurgy نسخة محفوظة 22 ديسمبر 2019 على موقع واي باك مشين.